# (1495) Helsinki
(1495) Helsinki est un astéroïde évoluant dans la ceinture principale, découvert le 21 septembre 1938 par l'astronome finlandais Yrjö Väisälä depuis Turku. 
Il est nommé d'après la ville de Helsinki, qui est la plus grande ville et capitale du pays, on peut aussi voir d'autre exemple d'astéroïdes découverts par Väisälä portant des noms de ville comme, (1500) Jyväskylä, (1499) Pori, (1498) Lahti, (1497) Tampere, (1496) Turku ou (1494) Savo.